# Шайдуровский сельсовет (Сузунский район)
Шайдуровский сельсовет — сельское поселение в Сузунском районе Новосибирской области Российской Федерации.
Административный центр — село Шайдурово.

## История
Статус и границы сельского поселения установлены Законом Новосибирской области от 2 июня 2004 года № 200-ОЗ «О статусе и границах муниципальных образований Новосибирской области»

## Население
| 2002  | 2010  | 2012  | 2013  | 2014  | 2015  | 2016  |
| ----- | ----- | ----- | ----- | ----- | ----- | ----- |
| 1199  | ↗1309 | ↗1422 | ↗1441 | ↗1469 | ↘1424 | ↘1383 |
| 2017  | 2018  | 2019  | 2020  | 2021  |       |       |
| ↘1374 | ↘1354 | ↘1297 | ↘1278 | ↘1238 |       |       |

## Состав сельского поселения
| № | Населённый пункт | Тип населённого пункта       | Население |
| - | ---------------- | ---------------------------- | --------- |
| 1 | Малая Крутишка   | деревня                      | ↘259      |
| 2 | Шайдурово        | село, административный центр | ↗1050     |